# Marcos Aurélio
Marcos Aurélio de Oliveira Lima, meglio conosciuto solo come Marcos Aurélio (Cuiabá, 10 febbraio 1984), è un ex calciatore brasiliano, di ruolo attaccante.

## Carriera
Nel 2007 ha giocato con la maglia del Santos, con cui ha vinto il Campionato Paulista e ha partecipato alla Coppa Libertadores.

## Palmarès

### Club

#### Competizioni nazionali
- Campeonato Brasileiro Série C: 1

União Barbarense: 2004

#### Competizioni statali
- Campionato Goiano: 1

Vila Nova: 2005
- Campionato paulista: 1

Santos: 2007